# Верхньочебеньківська сільська рада
Верхньочебе́ньківська сільська рада (рос. Верхнечебеньковский сельский совет) — сільське поселення у складі Сакмарського району Оренбурзької області Росії.
Адміністративний центр — село Верхні Чебеньки.

## Населення
Населення — 1401 особа (2019; 1541 в 2010, 1566 у 2002).

## Склад
До складу сільської ради входять:
| Населений пункт       | Населення, осіб (2002) | Населення, осіб (2010) |
| --------------------- | ---------------------- | ---------------------- |
| Верхні Чебеньки, село | 869                    | 870                    |
| Дмитрієвка, село      | 436                    | 396                    |
| Нижні Чебеньки, село  | 132                    | 133                    |
| Роздольське, село     | 34                     | 19                     |
| Степні Огні, село     | 95                     | 123                    |